# 이종민 (당나라)
이종민 (李宗閔) (846년 사망 추정?), 자는 손지 (損之)는 당나라의 정치가로, 당 문종 통치 기간에 두 번 재상을 지냈다. 그는 수십 년간 지속된 당 조정 내 두 파벌 간의 갈등인 우이당쟁의 주요 인물 중 한 명으로, 동료인 우승유의 이름을 딴 소위 우당의 지도자로 여겨졌다.

## 배경
이종민이 언제 태어났는지는 알려져 있지 않다. 그의 고조할아버지는 당나라 건국 황제인 당 고조의 아들인 정왕 이원재(李元懿)이다. 그의 증조할아버지는 이원재로부터 정왕의 작위를 물려받은 이경(李璥)이다. 그의 할아버지 이찰언(李察言)은 생전에 어떤 관직도 맡지 않았지만 사후에 명예를 얻었고, 그의 아버지는 황실 정부의 감독관과 지방 태수를 지냈고, 진류공(陳留公)의 작위도 가지고 있었다. 이종민의 사촌인 이의건은 당 헌종 통치 기간에 재상을 지냈다. 이종민 자신은 805년, 당 헌종의 할아버지인 당 덕종 통치 기간에 진사과에 합격했으며, 같은 해에 나중에 동료이자 동맹이 되는 우승유도 합격했다.

## 당 헌종 통치 기간
808년, 당 헌종이 하급 관리들에게 정부에 대한 솔직한 의견을 제출하도록 명한 특별 과거에서, 여러 응시자들—이종민, 우승유, 황보식(皇甫湜)은 당시 통치에서 발견한 문제점들을 숨김없이 진술했다. 당 헌종이 과거를 담당하게 한 관리인 양어릉(楊於陵)과 위관지는 그들에게 높은 점수를 주었다. 그러나 재상 이길보는 이를 자신에 대한 심각한 비판으로 보고, 눈물을 흘리며 심사관인 황실 학자 배기와 왕아가 이해 상충 관계에 있다고 비난했다. 황보식이 왕의 조카였기 때문이다. 이길보의 비난 결과, 왕, 배, 양, 위는 모두 좌천되었고, 이종민, 우승유, 황보식에게는 당시 아무 해가 없었지만, 그들은 사실상 이전에 맡았던 직위에서 승진 없이 머물게 되었다고 전해진다. — 그리고 과거 직후 이종민은 동도 뤄양시를 구성하는 두 현 중 하나인 뤄양현의 현위(縣尉)가 된 것으로 보인다. 그 결과, 그들은 모두 절도사의 참모 직위를 찾았다.
814년 이길보가 사망한 후 이종민은 중앙 정부에서 감찰어사(監察御史)라는 하급 어사로 근무하기 시작했으며, 그 후 예부원외랑(禮部員外郎)이라는 예부(禮部)의 하급 관리로 승진했다. 817년, 재상 배도가 군벌 오원제에 대한 황실 전역을 감독하기 위해 전선으로 갔을 때, 그의 책임 중 하나로 오원제가 당시 차지하고 있던 장의군(彰義, 현대 주마뎬시, 허난성에 본부)의 절도사가 되었는데, 그는 많은 황실 관리들을 참모로 두었고, 이종민을 절도사 자격으로 비서로 임명했다. 이종민이 배도 밑에서 봉사했기 때문에 나중에 명성을 얻기 시작했다고 전해진다. 전역이 끝난 후 이종민은 가부랑중(駕部郎中)이라는 예부의 감독관이 되었고, 조칙 초안 작성도 담당하게 되었다.

## 당 목종 통치 기간
820년 당 헌종이 사망하고 그의 아들 당 목종이 뒤를 이으면서 이종민은 중서사인(中書舍人)이라는 입법기관(中書省)의 중급 관리로 승진했다. 한편, 당시 그의 아버지는 종정경(宗正卿)에서 화주(華州, 현대 웨이난시, 산시성 (섬서성)에 위치) 태수로 옮겨졌는데, 이들의 동시 임명은 영광으로 여겨졌다.
그러나 821년, 이종민은 우이당쟁을 촉발시킨 사건에 연루되었다고 전해진다. 당시 이길보의 아들 이덕유는 황실 학자였으며 여전히 이종민이 그의 아버지를 비판한 것에 대해 앙심을 품고 있었고, 이덕유와 이종민의 중서사인 동료인 원진은 모두 이종민과 권력 다툼을 벌이고 있었다. 한편, 입법기관의 이종민의 후배인 양여사(楊汝士)와 예부시랑(禮部侍郎) 전휘(錢徽)가 과거를 감독하고 있었다. 절도사 단문창 (전 재상)과 황실 학자 이신은 모두 전휘에게 특정 응시자들을 위해 비밀리에 청탁을 했다. 그러나 결과가 발표되었을 때, 단문창과 이신이 추천한 응시자들은 합격하지 못했고, 합격자 중에는 문하성(門下省) 관리 정탄의 동생인 정랑, 배도 (역시 전 재상)의 아들인 배찬(裴譔), 이종민의 사위인 소초(蘇巢), 그리고 양여사의 동생인 양은사(楊殷士)가 있었다. 이로 인해 대중의 분노가 커졌고, 단문창은 양여사와 전휘가 불공정했다고 비난하는 보고서를 제출했다. 당 목종이 황실 학자들에게 의견을 물었을 때, 이덕유, 원진, 이신은 모두 단문창의 의견에 동의했다. 당 목종은 이종민의 동료인 왕기(王起)에게 재시험을 실시하도록 명령했고, 전휘, 이종민, 양여사를 지방 태수로 강등시켰으며, 전휘와 양여사가 선택한 응시자 10명을 파면했다. 이종민의 경우, 그는 검주(劍州, 현대 광위안시, 쓰촨성에 위치) 태수로 강등되었다.
그러나 이종민은 검주에 오래 머물지 않았는데, 823년 또는 그 이전에 다시 중서사인으로 소환되었다. 823년 겨울, 그는 병부시랑(吏部侍郎, 예부와는 다른 음조)의 대리 직책을 맡았고, 다음 해 과거를 담당했던 것으로 보인다. 824년 과거 이후, 그는 병부시랑(兵部侍郎)의 대리 직책을 맡았다.

## 당 경종 통치 기간
825년, 당 목종의 아들 당 경종이 황제가 되었을 무렵, 이종민은 병부시랑 정식 직책을 맡았다. 그러나 얼마 후 그의 아버지가 사망했고, 그는 아버지의 상을 치르기 위해 관직을 떠났다.

## 당 문종 통치 기간
828년, 당 경종의 동생인 당 문종이 황제가 되었을 무렵, 이종민은 황실 정부로 소환되어 이부시랑으로 근무했다.
829년, 배도는 당시 진해군(鎭海, 현대 전장시, 장쑤성에 본부)의 절도사였던 이덕유를 재상으로 추천했고, 이덕유는 진해군에서 소환되었다. 그러나 이종민은 강력한 환관들의 총애를 받았다고 전해진다. 이는 그가 당 헌종의 딸 선성공주(宣城公主)의 남편 심의(沈誼)와 연관되어 있었고, 심의를 통해 궁인 송약헌(宋若憲)과 강력한 환관이자 궁내통신을 담당하는 양승화(楊承和)와도 연결되어 있었기 때문이었다. 이종민은 중서시랑(中書侍郎)과 동중서문하평장사(同中書門下平章事)라는 명칭으로 실질적인 재상이 되었다. 그 직후, 이종민은 위협으로 여긴 이덕유를 수도 장안 밖으로 보내 의성군(義成, 현대 안양시 (허난성), 허난성에 본부)의 절도사로 근무하게 했다. 그는 또한 당시 무창군(武昌, 현대 우한시, 후베이성에 본부)의 절도사였던 우승유를 추천했고, 우승유는 장안으로 소환되어 재상이 되었다. 그들은 함께 일하며 이덕유의 동맹들을 황실 정부에서 축출하기 시작했다고 전해진다. 특히, 이덕유는 배도가 자신을 추천했던 것에 앙심을 품게 되었고, 830년 말, 배도가 병들었다고 말했기 때문에 이종민은 병을 이유로 배도를 산남동도(山南東道, 현대 샹양시, 후베이성에 본부)의 절도사로 보내게 했다.
832년, 이덕유는 서천군(西川, 현대 청두시, 쓰촨성에 본부)의 절도사로서 훌륭하게 복무한 후 장안으로 소환되어 병부상서가 되었고, 당 문종이 서천에서의 그의 공적에 깊은 인상을 받았기 때문에 이덕유가 곧 재상이 될 것이라고 믿었다. 이종민은 이 시점에서 우승유가 장안에 동맹으로 없었기 때문에 (우승유는 그 해 초 재상직을 사임했음) 이러한 상황 전개에 불안해하며, 그의 동료인 경조윤(京兆, 즉 장안 지역의 시장) 두총에게 어떻게 해야 할지 상의했다. 두총은 이덕유와의 휴전을 제안했다—황실 과거를 통해 관직에 진출한 것이 아니라 이길보의 아들이라는 신분으로 관직 생활을 시작한 이덕유가 과거 출신 관리들을 깊이 질투한다는 점을 지적하며, 이종민이 이덕유를 과거 책임자로 추천함으로써 휴전을 이룰 수 있다고 했다. 그러나 이종민은 그렇게 하기를 원치 않았고, 두총이 제시한 대안으로 이덕유를 어사대부로 추천하겠다고 제안했다. 두총은 이덕유를 방문하여 이를 알렸고, 이덕유는 감사해했다. 그러나 이종민이 또 다른 동료인 시어사 양어경(楊虞卿)과 상의한 후, 양어경은 이 아이디어를 반대했고, 이종민은 실제로 이덕유를 추천하지 않았다.
833년, 당 문종은 이덕유를 재상으로 삼았다. 이덕유가 당 문종을 만나 감사 인사를 전했을 때, 당 문종은 그에게 황실 정부에서 가장 시급한 문제가 무엇이라고 생각하는지 물었고, 이덕유는 당파성이라고 답했다—당시 당 문종은 이미 양어경과 그의 사촌 양여사(楊汝士) (당시 중서사인), 동생 양한공(楊漢公) (호부(戶部)의 감독관), 그리고 다른 동료인 장원부(張元夫) (중서사인)와 소한(蕭澣) (역시 시어사)과 함께 공격적인 당파 활동에 참여한다고 여겼기 때문에 그에게 불만을 가지고 있었다는 것을 알고 있었다. 이덕유는 더 나아가 이를 이용하여 다른 사람들을 양어경과 연관되어 있다고 비난하며 그가 싫어하는 사람들을 황실 정부에서 축출했다. 그해 말, 당 문종이 이종민과 전혀 상의하지 않고 정탄을 어사대부로 삼자 이종민은 낙심했다. 곧이어 이종민은 장안 밖으로 보내져 산남서도(山南西道, 현대 한중시, 산시성 (섬서성)에 본부)의 절도사와 그 수도 흥원부(興元)의 윤(尹)을 겸하게 되었지만, 동중서문하평장사의 명예 직함은 유지했다.
834년, 이덕유가 당 문종의 측근인 이중언과 정주, 그리고 (이중언과 정주를 추천했던) 강력한 환관 왕수징을 불쾌하게 만들었기 때문에, 왕, 정, 이중언은 이덕유에 대항할 사람을 찾고자 했다. 그들은 이덕유와 이종민이 정치적 적임을 알고 있었고, 그래서 이종민을 장안으로 소환하여 다시 중서시랑과 재상을 겸하게 했다. 얼마 후, 이덕유는 수도 밖으로 보내져 산남서도 절도사가 되었다. 이덕유는 그 후 당 문종을 만나 장안에 머무르게 해달라고 요청했고, 그래서 당 문종은 처음에는 그를 다시 병부상서로 삼았으나, 이종민이 이덕유가 원하는 대로 하게 해서는 안 된다고 반대하자, 당 문종은 이덕유를 진해군 절도사로 다시 보냈다.
835년, 정주가 당 문종을 위해 불로장생 약을 만들고 있으며, 이 약에 유아의 심장과 간이 필요하다는 소문이 장안에 퍼졌다. 이는 사람들 사이에 큰 공황을 일으켰고, 오랫동안 양어경(당시 경조윤)을 멸시해온 정주는 양어경의 가족들이 소문을 퍼뜨렸다고 비난했다. 한편, 이종민도 정주의 화를 샀는데, 그가 입법기관이나 문하성(門下省)의 관리가 되겠다는 정주의 요청을 거절했기 때문이다. 그 후, 양어경이 체포되고 이종민이 그를 옹호하려 했을 때, 당 문종은 너무 화가 나서 이종민에게 자신의 면전에서 물러나라고 명령했다. 곧이어 이종민은 명주(明州, 현대 닝보시, 저장성에 위치) 태수로 강등되었다. 그 직후, 정주는 이종민이 심의, 송약헌, 양승화의 중재를 통해 처음 재상이 되었음을 폭로했고, 이종민은 처주(處州, 현대 리수이시, 저장성에 위치)의 사마(司馬)로, 다시 조주(潮州, 현대 차오저우시, 광둥성에 위치)의 사호(司戶)로 더욱 강등되었다. 이종민의 많은 동료들도 강등되었고, 이중언(이 시점에서 이훈으로 개명)과 정주는 누군가를 싫어할 때마다 그 사람을 이종민이나 이덕유의 동료라고 비난하여 황실 정부에 대규모 강등을 초래했다고 전해진다.
835년 늦게, 당 문종, 이훈, 정주가 환관들을 학살하려는 음모 (일명 감로사의 변)는 이훈, 정주, 그리고 이훈의 동료 재상들인 왕아, 가숙, 서원여를 포함한 많은 관리들을 환관들이 학살하는 것으로 완전히 실패로 끝났다. 그 후 836년, 이덕유와 이종민의 동료라고 비난받던 사람들이 사면을 받기 시작했으며, 이종민 자신도 장안에 더 가까운 곳으로 옮겨져 형주 (현대 헝양시, 후난성) 태수의 군사 고문으로 근무하게 되었다.
838년, 이종민과 친한 양사복이 재상이었고, 그는 이종민을 소환하고 싶어했다. 그는 먼저 당시 재상이던 정탄과 상의했는데, 정탄은 강력히 반대했다. 이어서 양사복, 정탄, 그리고 동료 재상인 진의행 (역시 소환에 반대함)은 당 문종 앞에서 서로 거친 말로 논쟁을 벌였고, 당 문종의 불만을 샀다. 그 논쟁의 여파로 이종민은 항주(杭州, 현대 항저우시, 저장성에 위치) 태수로 옮겨졌으나 수도로 소환되지는 않았다. 839년, 이종민은 태자 이영의 참모로 명예직을 받았지만, 그의 관직은 동도 뤄양시에 있었다. 그 해 정탄과 진의행은 재상직에서 해임되었고, 양사복은 다시 이종민을 소환하여 재상으로 삼으려 했으나, 그가 그렇게 하기 전에 840년 봄 당 문종이 사망했다.

## 당 무종 통치 기간
당 문종의 동생인 영왕 이찬은 강력한 환관 구사량과 어홍지(魚弘志)의 지지를 받아 황제가 되었다 (당 무종). 양사복 (당 문종의 다른 동생인 안왕 이융을 지지했다고 여겨짐)이나 양사복의 동맹인 이각 (당 문종의 조카이자 당 경종의 아들인 이성미를 지지했다고 여겨짐—당 문종이 태자로 삼았으나 환관들에 의해 무시됨) 둘 다 당 무종을 지지하지 않았으므로, 그들은 곧 재상직에서 박탈되었고, 이덕유는 재상으로 소환되었다.
이덕유는 곧 조정의 실권을 장악했다. 843년, 조의군(昭義, 현대 창즈시, 산시성 (산서성)에 본부)의 절도사 유종간이 사망하자, 그의 조카 유진은 황실의 허가 없이 군을 장악하려 했고, 당 무종은 유진에 대한 전면적인 군사 작전을 명령했다. 이덕유는 이 기회를 이용하여 이종민이 유종간과 연관되어 있으므로 조의군에 가까운 뤄양에 머물러서는 안 된다고 비난했다. 따라서 이종민은 호주(湖州, 현대 후저우시, 저장성에 위치) 태수로 강등되었다. 844년 황실 군대가 유진을 물리친 후, 이덕유는 이종민과 우승유가 유진의 반란에 공모했다고 추가로 비난했다—심지어 (유종간, 이종민, 우승유 사이의 실제 통신 증거를 찾지 못한 후) 유진의 비서 정경(鄭慶)에게 유종간이 이종민이나 우승유로부터 편지를 받으면 읽은 후 불태워 버렸다고 거짓 진술하도록 시켰다—당 무종은 분노하여 우승유와 이종민을 모두 유배시켰다—이종민의 경우, 여러 단계를 거쳐 강등되었는데, 처음에는 장주(漳州, 현대 장저우시, 푸젠성에 위치) 태수로, 그 다음에는 장주 사마로, 그리고 마지막으로 펑저우(封州, 현대 자오칭시, 광둥성에 위치)에서 아무 직책 없이 유배되었다.

## 당 선종 통치 기간
846년, 당 무종이 사망하고 그의 숙부 당 선종이 뒤를 이었다. 당 선종은 오랫동안 이덕유의 권력 장악을 싫어했고, 곧이어 이덕유는 재상직에서 박탈되었다. 더욱이, 당 무종이 유배시켰던 다섯 재상—이종민, 우승유, 최공, 양사복, 이각—은 모두 곧 수도에 더 가까이 옮겨지라는 명령을 받았는데, 이종민은 천주(郴州, 현대 천저우시, 후난성에 위치)로 옮겨져 그곳 태수의 군사 고문이 되라는 명령을 받았으나, 이종민은 옮겨지기 전에 사망했다고 전해진다.

## 내용주
1. 1 2 3  자치통감, 권 248.
2. ↑  이종민은 846년 당 선종이 황제가 되었을 때 펑저우(封州, 현대 자오칭시, 광둥성에 위치)로 유배되었다. 그해 말 선종이 그의 전임이자 조카인 당 무종에 의해 이전에 유배되었던 다섯 재상들을 수도 장안에 더 가까이 옮기도록 명령했을 때, 이종민은 천저우(郴州, 현대 천저우시, 후난성에 위치) 태수의 군사 고문이 되었으나 펑저우를 떠나기 전에 사망했다고 전해진다. 따라서 이종민은 846년에 사망한 것으로 보이나, 이는 완전히 명확하지 않다.
3. ↑  이종민 아버지의 이름은 유니코드에 없었다. 이 글자는 한자 曾과 羽를 좌우로 조합하여 만들 수 있다.
4. 1 2  신당서, 권 174.
5. ↑  “漢川草廬-二十四史-新唐書-卷七十‧表第十 宗室世系”. 2012년 2월 18일에 원본 문서에서 보존된 문서. 2011년 10월 25일에 확인함.신당서, 권 70 보관됨 2010-06-20 - 웨이백 머신
6. 1 2 3 4 5 6 7 8 9 10 11  구당서, 권 176.
7. ↑  구당서에 있는 이종민의 전기에는 이 사건이 807년으로 되어 있으나, 이는 날짜 오류로 보인다.
8. 1 2  자치통감, 권 237.
9. ↑  구당서에 있는 이종민의 전기에서는 이길보의 사망을 812년으로 기록했으나, 이길보가 814년에 사망했으므로 이는 잘못된 것이다. 자치통감, 권 239 참조.
10. 1 2 3 4 5 6  자치통감, 권 244.
11. 1 2  자치통감, 권 241.
12. ↑  신당서, 권 83.
13. 1 2 3 4  자치통감, 권 245.
14. 1 2 3  자치통감, 권 246.
15. ↑  자치통감, 권 247.

- 구당서, 권 176.
- 신당서, 권 174.
- 자치통감, 권 237, 241, 244, 245, 246, 247, 248.